# Rachel Lambert
Rachel Lambert est une réalisatrice, scénariste et actrice américaine.

## Biographie
Rachel Lambert est originaire de Louisville dans le Kentucky. Diplômée de l'université de Boston, elle a également étudié à la London Academy of Music and Dramatic Art.
Après la réalisation d'un court métrage (Kin, 2012), et d'un long métrage documentaire (Mom Jovi, 2016), Rachel Lambert signe son premier long métrage de fiction avec In the Radiant City, produit par le cinéaste Jeff Nichols, et présenté au Festival international du film de Toronto. Elle s'inspire pour l'occasion d'un article du New-York Times évoquant une sœur ayant dénoncé son frère pour une série de meurtres,.
Elle présente en 2022 I Can Feel You Walking au Festival du film d'Austin et au Festival du film de Nashville.
En 2023, La vie rêvée de Miss Fran, porté par l'actrice Daisy Ridley, adapte une pièce de théâtre de Kevin Armento et fait l'ouverture du festival de Sundance. Sélectionné également au Champs-Élysées Film Festival , ce film lui permet d'atteindre une audience plus internationale.

## Filmographie
- 2012 : Kin, court-métrage - également co-scénariste

- 2016 : Mom Jovi, documentaire

- 2016 : In the Radiant City - également co-scénariste

- 2021 : I Can Feel You Walking - également co-scénariste et actrice

- 2023 : La vie rêvée de Miss Fran (Sometimes I Think About Dying)